# Los Angeles Blues (femenino)
Los Angeles Blues fue un equipo de fútbol femenino de Estados Unidos que jugó en la W-League, difunta liga de segunda división de Estados Unidos y Canadá, de 2008 a 2013 (bajo el nombre Pali Blues) y en 2014, temporada en la que empezó a llamarse Los Angeles Blues.
Jugaba de local en el Stadium-by-the-Sea de la Escuela Preparatoria Palisades Charter en Los Ángeles, California y estaba afiliado al equipo de fútbol masculino Los Angeles Blues de la USL Championship.

## Temporadas
| Temporada | División | Posición | Eliminatorias    |
| --------- | -------- | -------- | ---------------- |
| 2008      | 1        | 1.°      | Campeón          |
| 2009      | 2        | 1.°      | Campeón          |
| 2010      | 2        | 2.°      | Final Occidental |
| 2011      | 2        | 3.°      | -                |
| 2012      | 2        | 1.°      | Subcampeón       |
| 2013      | 2        | 1.°      | Campeón          |
| 2014      | 2        | 1.°      | Campeón          |

## Jugadoras

### Jugadoras notables
| - Danesha Adams - Sasha Andrews - Karen Bardsley - Liz Bogus - Janice Cayman - Leanne Champ - Lauren Cheney - Carrie Dew - Whitney Engen - Kendall Fletcher - Lauren Fowlkes - Mele French - Sara Gama - Ashlyn Harris - Tobin Heath - Valerie Henderson - Tuija Hyyrynen - Brittany Klein - Kara Lang - Amy LePeilbet - Manya Makoski - Collette McCallum | - Iris Mora - Alex Morgan - Caitlin Munoz - Jill Oakes - Kelley O'Hara - Cathrine Paaske-Sørensen - Ilaria Pasqui - Erika Prado - Christen Press - Ali Riley - Julie Rydahl Bukh - Chanté Sandiford - Rosie Tantillo - Jodie Taylor - India Trotter - Aricca Vitanza - Sarah Walsh - Nikki Washington - Michelle Wenino - Kandace Wilson - Kirsty Yallop |